# Pons Neronianus
Pons Neronianus var en bro i antikens Rom, uppförd för att förbinda Campus Martius med Campus Vaticanus, där kejsarfamiljen ägde mark längs Via Cornelia. Bron korsade Tibern där nu Ponte Vittorio Emanuele II står. Enligt traditionen uppfördes bron på befallning av kejsar Nero och stod färdig omkring år 64 e.Kr.
Från Pons Neronianus utgick Via Triumphalis och bron benämndes under 1500-talet Pons Triumphalis.

## Bilder
| - Resterna av Pons Neronianus (här benämnd Ponte Trionfale) på Giovanni Battista Nollis topografiska karta över Rom från år 1748. - Rester av Pons Neronianus. |